# المفتش العام الخاص بإعادة إعمار العراق
أُنشيء مكتب المفتش العام الخاص لإعادة إعمار العراق ( أكتوبر 2004 - أكتوبر 2013) ليخلف مكتب المفتش العام لسلطة التحالف المؤقتة (CPA-IG). كان مكتب المفتش العام الدولي وكالة حكومية مستقلة أنشأها الكونجرس للإشراف على استخدام (أو إساءة استخدام) برنامج إعادة الإعمار الأمريكي في العراق الذي تبلغ تكلفته 52 مليار دولار. عُين ستيوارت دبليو بوين جونيور في منصب CPA-IG في 20 يناير 2004 وخدم حتى إغلاقها في أكتوبر 2013. يقدم مكتب المفتش العام المستقل تقاريره مباشرة إلى الكونغرس ووزير الخارجية ووزير الدفاع.
كانت مهمة مكتب المفتش العام الدولي توفير إشراف مستقل وموضوعي على سياسات وبرامج وعمليات إعادة إعمار العراق التي تمولها الولايات المتحدة من خلال عمليات تدقيق وتفتيش وتحقيقات شاملة. أصدر مكتب المفتش العام الدولي 22 تقريرًا ربع سنويًا إلى الكونجرس، و 303 عمليات تدقيق وتفتيش، و 386 توصية، وأربعة تقارير عن الدروس المستفادة اعتبارًا من يوليو 2009. كما أدلى ممثلو مكتب المفتش العام الدولي (SIGIR) بشهاداتهم أمام الكونجرس في 27 مناسبة منفصلة. علاوة على ذلك، نتج عن أعمال التحقيق والإشراف التي قام بها مكتب المفتش العام الدولي 29 لائحة اتهام جنائية، وتوفير أو استرداد أكثر من 81 مليون دولار من أموال دافعي الضرائب الأمريكيين، واستخدام 224 مليون دولار بشكل أفضل.
أصدر مكتب المفتش العام الدولي تقرير الدروس المستفادة الرابع، الدروس الصعبة: تجربة إعادة إعمار العراق، في فبراير 2009. تقدم الدروس الصعبة أول وصف شامل لجهود إعادة الإعمار الأمريكية في العراق، وتؤرخ التحديات التي لا تعد ولا تحصى التي واجهت برنامج إعادة البناء، وتختتم بـ 13 درسًا مستمدة من تجربة إعادة الإعمار.

## التأثير على القانون والسياسة
أدت تقارير مكتب المفتش العام الدولي إلى العديد من التغييرات المهمة في سياسة إعادة الإعمار الأمريكية. أدت هذه التغييرات في القانون وسياسات وإجراءات الوكالات الرئيسية إلى زيادة كفاءة الإدارة وأثرت على تطوير مناهج أكثر فاعلية لعمليات الطوارئ في الخارج.
تتضمن بعض الأمثلة عن كيفية تأثير العمل الرقابي لمكتب المفتش العام الدولي على سياسة الولايات المتحدة ما يلي:
- (1) إعادة تنظيم برامج وزارة الخارجية لمكافحة الفساد في العراق.
- (2) فرض الكونجرس قيودًا أكثر صرامة على مبالغ أموال برنامج الاستجابة للطوارئ التي يمكن استخدامها في أي مشروع واحد.
- (3) إنشاء عمليات محسنة لنقل الأصول الممولة من الولايات المتحدة إلى الحكومة العراقية.
- (4) إصدار مكتب الإدارة والميزانية لتوجيهات مشتريات محدثة ، بما في ذلك عدد من أفضل الممارسات الإدارية والتشغيلية التي ينبغي أخذها في الاعتبار عند التخطيط لعمليات الطوارئ والاستجابة لحالات الطوارئ الوطنية.
- (5) إنشاء الكونغرس لمفتشين عامين خاصين جديدين على غرار SIGIR - SIGAR، للإشراف على جهود إعادة الإعمار التي تمولها الولايات المتحدة في أفغانستان، و SIGTARP للإشراف على برنامج إغاثة الأصول المتعثرة (TARP) الذي تبلغ تكلفته 700 مليار دولار. لقد قدم مكتب المفتش العام SIGIR الموارد والخبرة لكل من SIGAR و SIGTARP أثناء إنشائهما وتطويرهما.

## تمييز
كُرم عمل SIGIR بثلاث جوائز من مجلس الرئيس للنزاهة والكفاءة. وقد ساهمت نتائج وتحليلات مكتب المفتش العام الدولي أيضًا في أوراق السياسات الرئيسية التي أصدرتها لجان الكونغرس ومراكز الفكر وهيئات مراجعة السياسات، مثل لجنة غانسلر ، ولجنة التعاقد في زمن الحرب في العراق وأفغانستان، ومجموعة دراسة العراق.
بينما انتقد العميد (الجيش) بريان مينيس، زميل الكلية الحربية العسكرية في معهد السياسة العالمية، الأمن القومي لجامعة كاليفورنيا بالإشارة إلى إخفاقات مكتب المفتش العام في ورقته "إصلاح الأمن فيما بعد مشروع إصلاح الأمن القومي".

## روابط خارجية

### المواقع الرسمية
- القانون العام للولايات المتحدة 108-106، 6 نوفمبر / تشرين الثاني 2003 - التشريع الذي أنشأ منصب المفتش العام لسلطة التحالف المؤقتة
- موقع المفتش العام الخاص بإعادة إعمار العراق

### مواقع أخرى
- مراجعة التحقيق الجنائي في إنفاق العراق، واشنطن بوست ، 5 مايو 2005
- إذن، سيد بريمر ، أين ذهبت كل الأموال؟، الحارس 7 يوليو 2005
- ملايين في عداد المفقودين في قطار المرق العراقي، بالتيمور صن ، 30 يوليو 2005
- يجد الرجل المكلف بمراجعة إعادة إعمار العراق أنه يخوض حربًا من نوع خاص به، إسكواير ، 30 نوفمبر / تشرين الثاني 2006
- يشير التقرير إلى تقدم إعادة الإعمار ، ولكن أيضًا المشاكل، يو إس إيه توداي، 30 أكتوبر / تشرين الأول 2007
- في الرمادي، إعادة بناء حقيقية بطلاء جديد، نيويورك تايمز ، 22 نوفمبر / تشرين الثاني 2008
- المدقق العراقي يحذر من الهدر والاحتيال في أفغانستان، واشنطن بوست 2 فبراير 2009
- تم إهدار أكثر من 8 مليارات دولار من الأموال التي أنفقتها على إعادة بناء العراق بالكامل ، 6 آذار (مارس) 2012
- إصلاح الأمن فيما وراء مشروع إصلاح الأمن القومي، " معهد السياسة العالمية "، أبريل 2013